# 艾伯特·喬治·威爾遜
艾伯特·喬治·威爾遜（Albert George Wilson)，1918年7月28日出生于美国德克萨斯州休斯敦）是一位美国天文学家。

## 生平
威爾遜于1947年在加州理工學院获得哲學博士学位，其博士论文的标题为《近无限大固体的轴对称热张力》）。
从1949年开始他在帕洛马山天文台工作。1953年他成为洛威尔天文台的副台长。后来他进入了兰德公司。1962年他为专业杂志《伊卡洛斯》（Icarus）工作。
他发现了一系列小行星。
艾伯特·喬治·威爾遜於2012年8月27日逝世。